# Piece wapienne w Wędryni

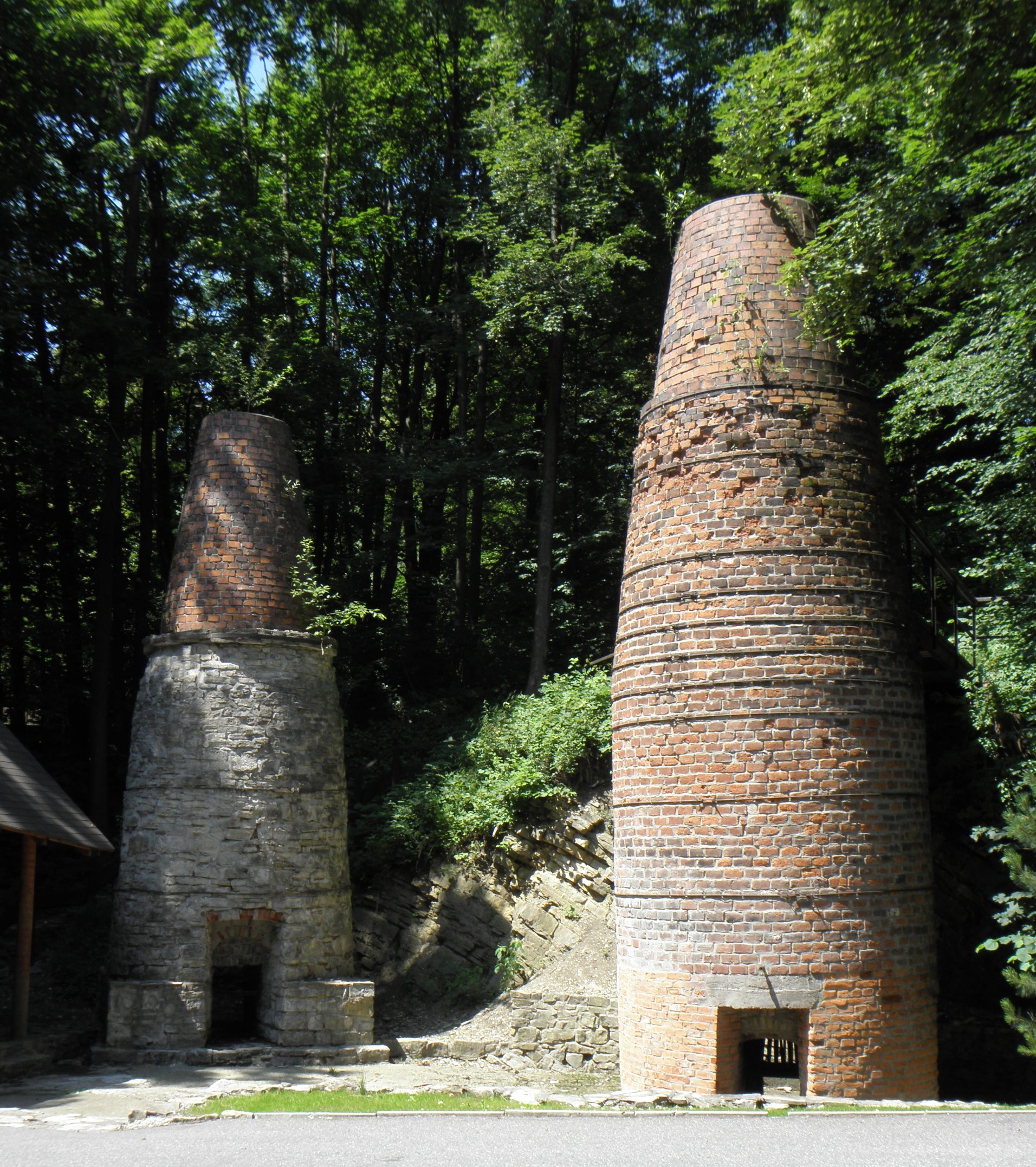
Piece wapienne w Wędryni

Piece wapienne w Wędryni – piece wapienne znajdujące się w Wędryni, w Czechach. Są przykładem wapiennika, czyli  pieca szybowego, przeznaczonego do wypalania skał wapiennych, w celu uzyskania z nich wapna palonego. Piece wapienne to bardzo charakterystyczny element pejzażu Wędryni. W miejscowej gwarze nazywane są  „wopienki“. Ulokowane przy szlaku turystycznym dziś stanowią atrakcję krajoznawczą, ale pracowały jeszcze w latach 60. XX wieku.

## Historia
Na początku XIX wieku przeprowadzono badania geologiczne karpackich zboczy w celu znalezienia złóż rudy żelaza, potrzebnej do produkcji stali w lokalnych hutach. W tym okresie powstały również piece w Wędryni. Piece do wypalania wapna wybudowano w Wędryni na początku XIX wieku. Nieco starszy jest ten kamienny. Ma ponad 9 m wysokości. Drugi, cały z czerwonej cegły, jest nieco młodszy i wyższy – ma ponad 10 m. Obecnie dwa piece zostały naprawione i służą do poznawania historii regionu oraz odpoczynku zwiedzających. Piece wapienne powstały w Wędryni do wypalania wapna wydobywanego z okolicy. Wapno wykorzystywano w wysokich piecach do uzyskania żelaza z rudy żelaza. Ruda żelaza, którą wydobywano w tym regionie była niskiej jakości, dlatego z czasem zaprzestano jej wykorzystywania w procesie produkcji żelaza, a tym samym zaprzestano używania pieców.

## Produkcja

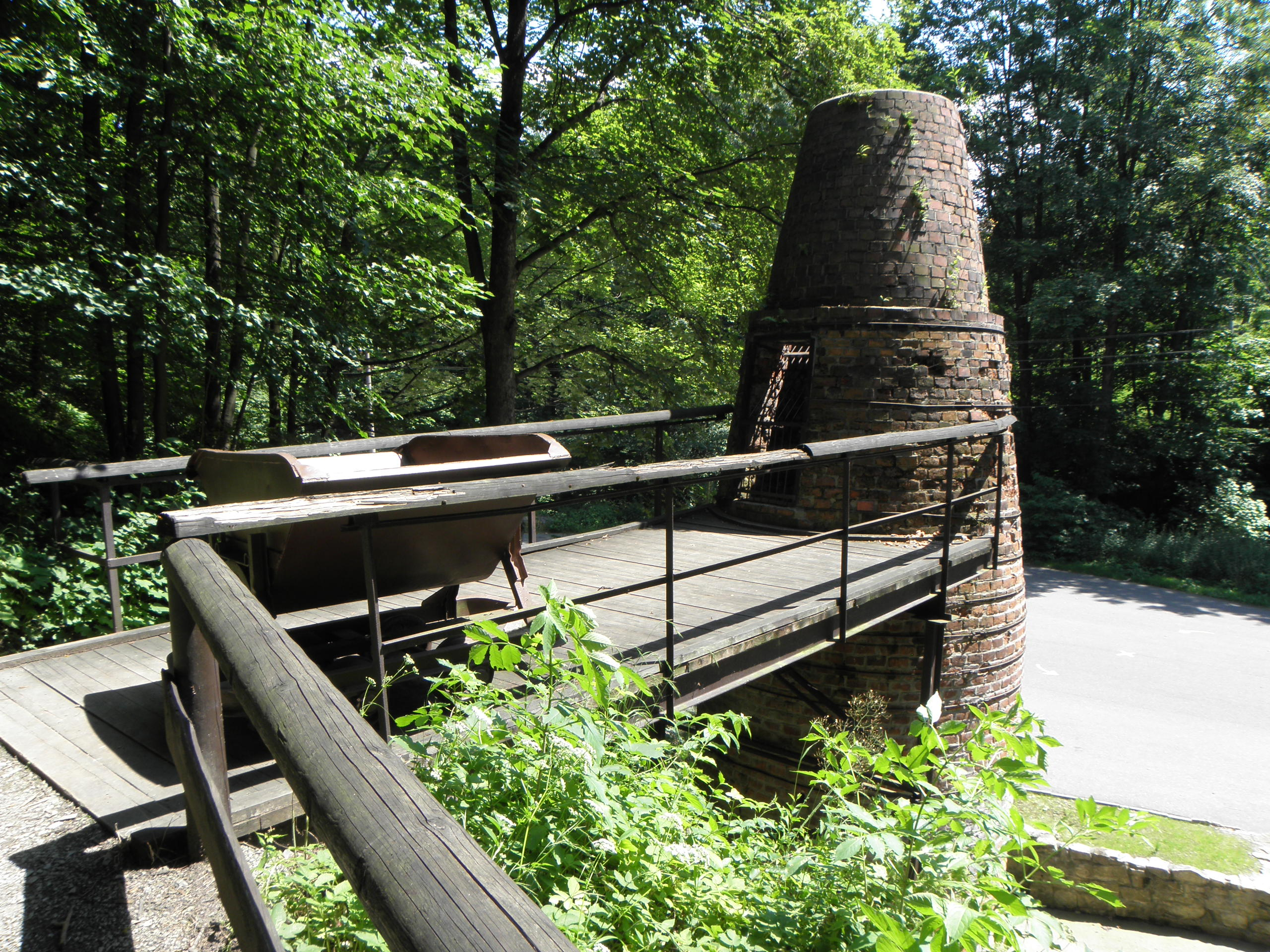
Pomost prowadzący do pieca wapiennego w Wędryni.

Piece były na etapie produkcyjnym utrzymywane bardzo prymitywnym sposobem – powtarzalnym procesem tynkowania ścian oraz instalacją stalowych obręczy w celu zachowania stabilności konstrukcji pieca. Produkcja zakończyła się w  r.1965, w tym samym czasie zaprzestano wydobywania rud wapiennych. Niemniej, piece zostały na swoim miejscu, przy wsparciu funduszy ministerialnych doszło do ich zakonserwowania tak, aby i po latach były namacalnym świadkiem i cennym zabytkiem historii rozwoju hutnictwa dla potomnych.

## Lokalizacja
Piece znajdują się 2 km od przystanku kolejowego, skąd prowadzi do celu „zielony“ szlak turystyczny. Można dotrzeć też czerwonym szlakiem turystycznym z Jagodnej lub z Wróżnej lub zielonym spod Małego Ostrego. Pokrywa się on z transgraniczną ścieżką przyrodniczą Przyroda nie zna granic. Do pieców można zajrzeć dzięki wybudowanemu specjalnemu pomostowi.

## Galeria

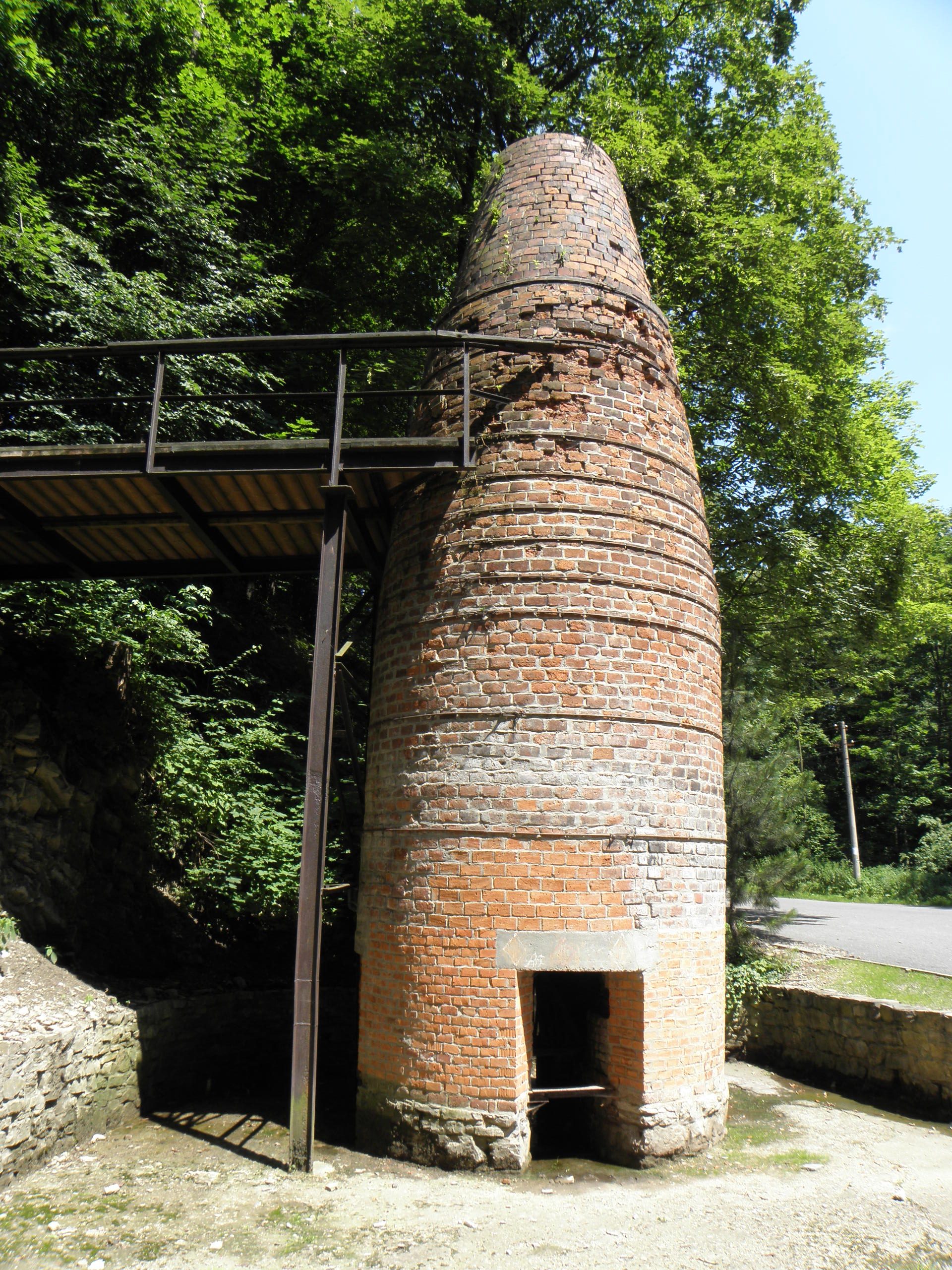
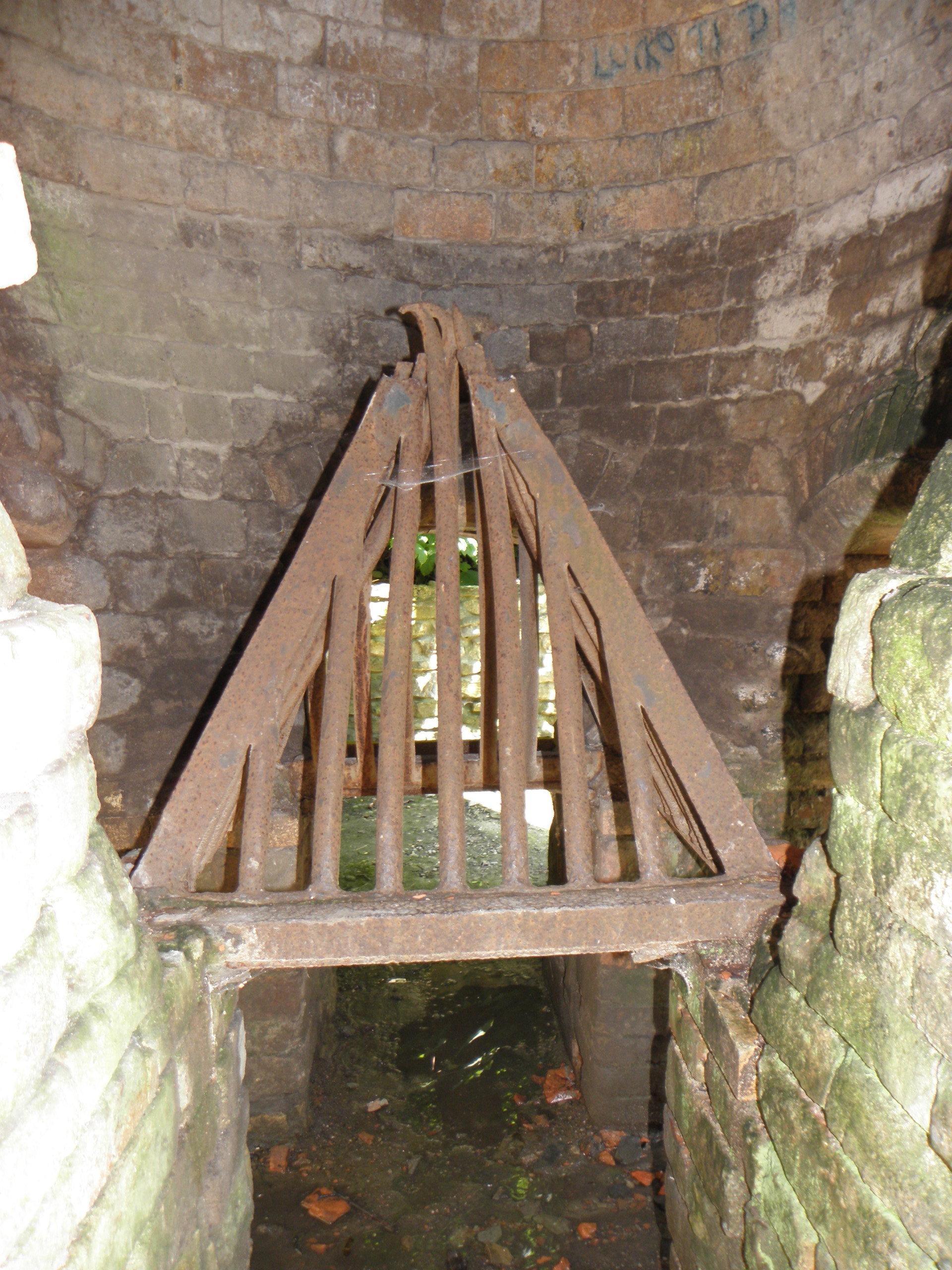
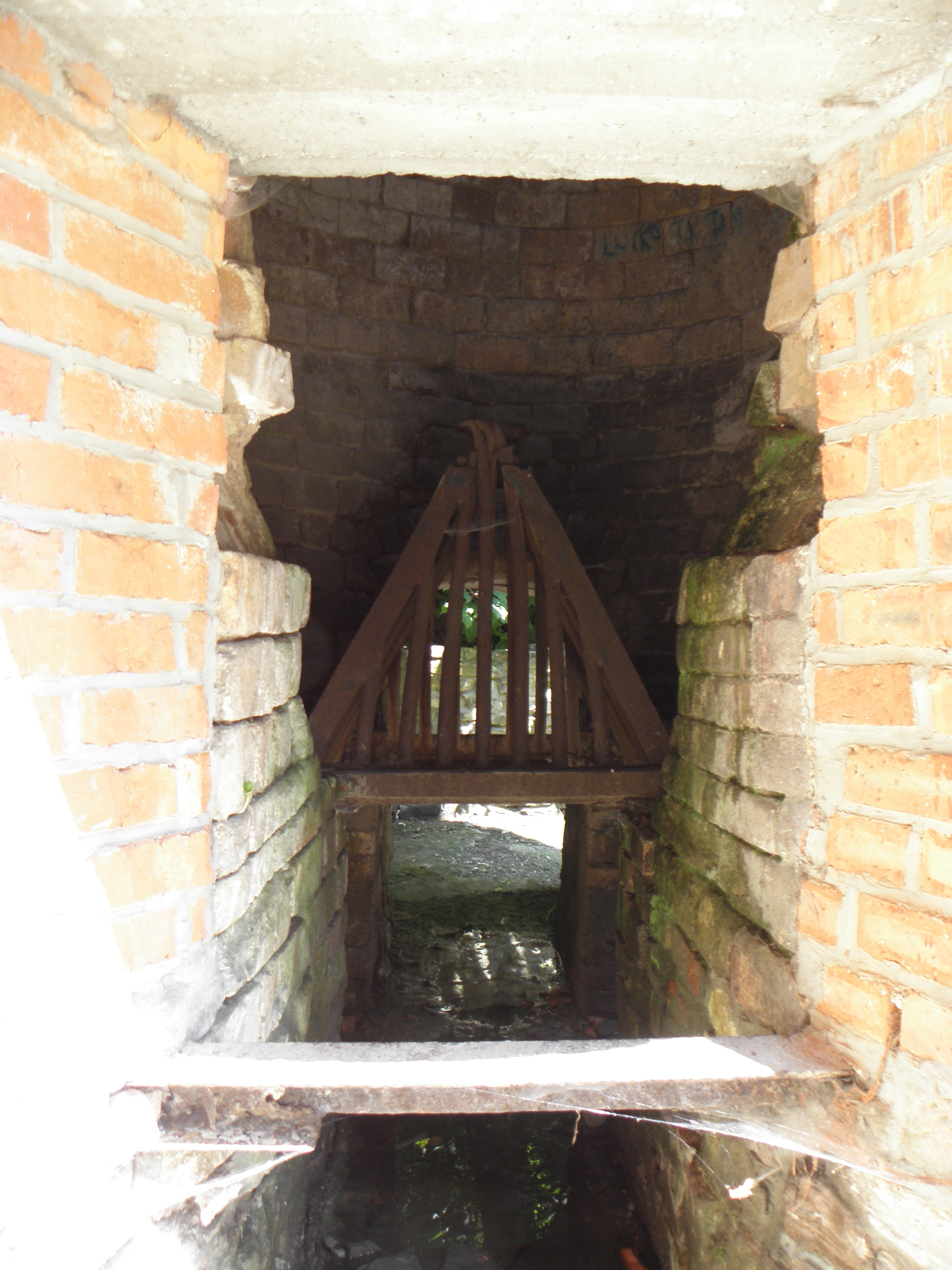
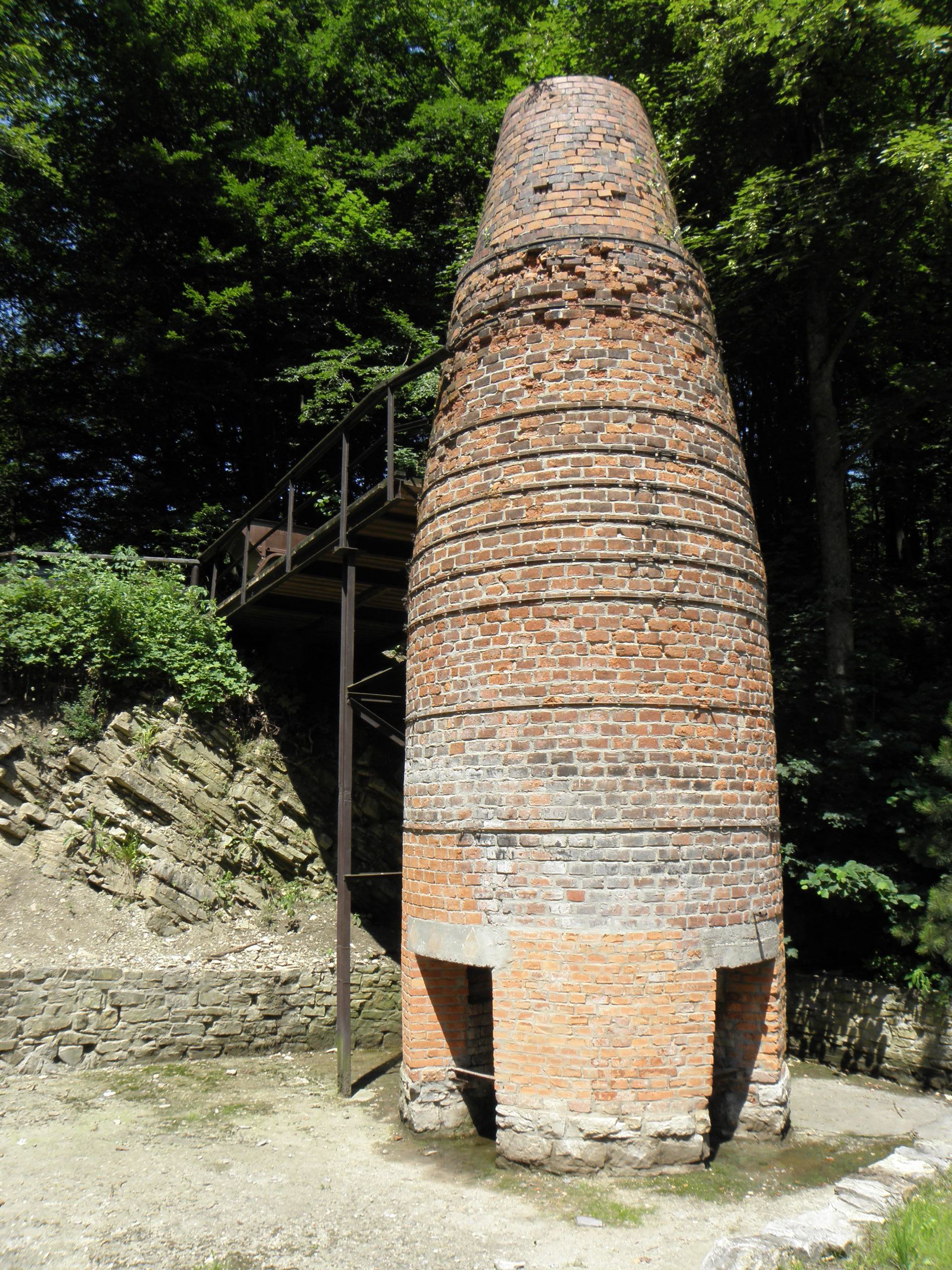
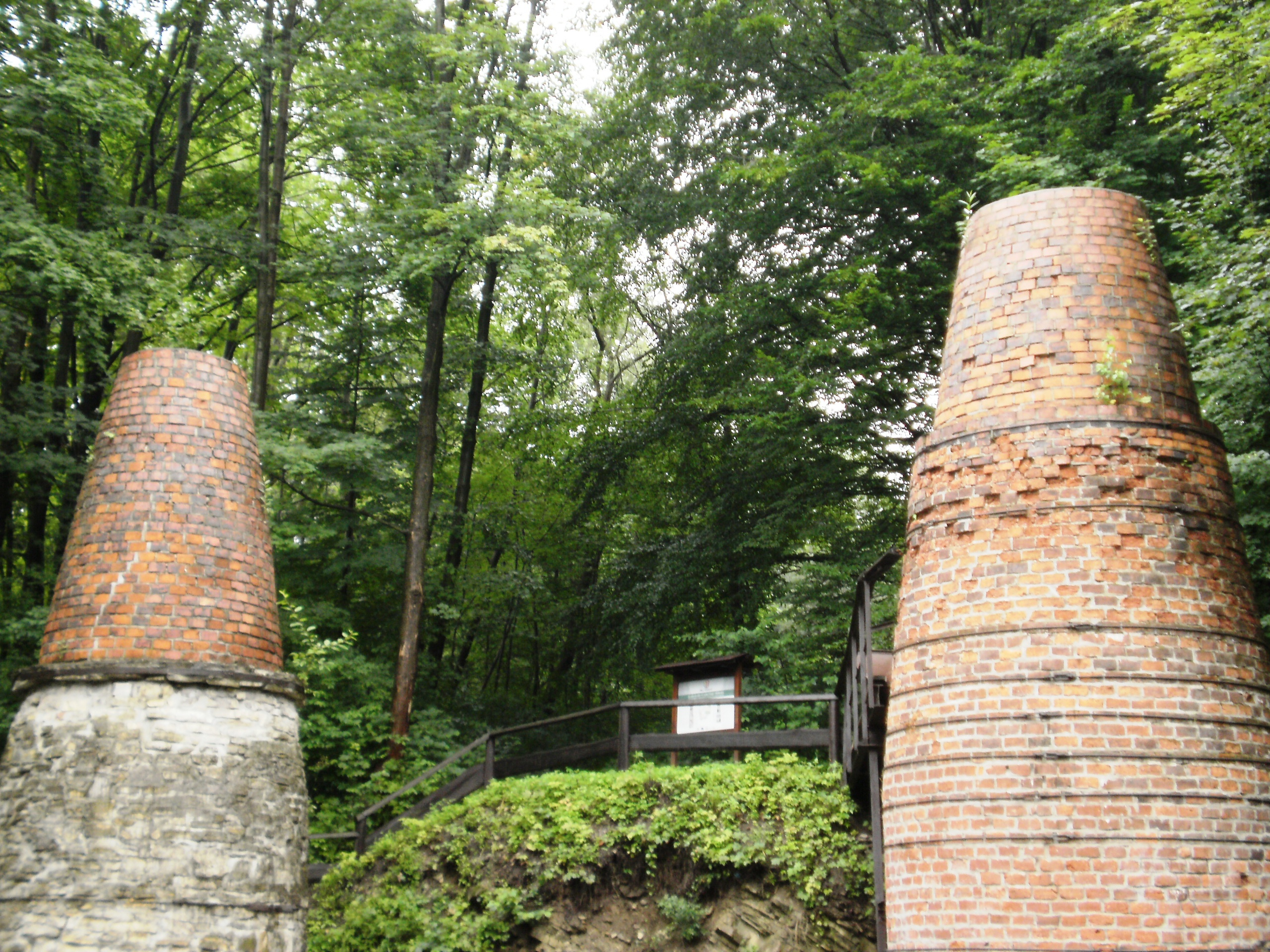
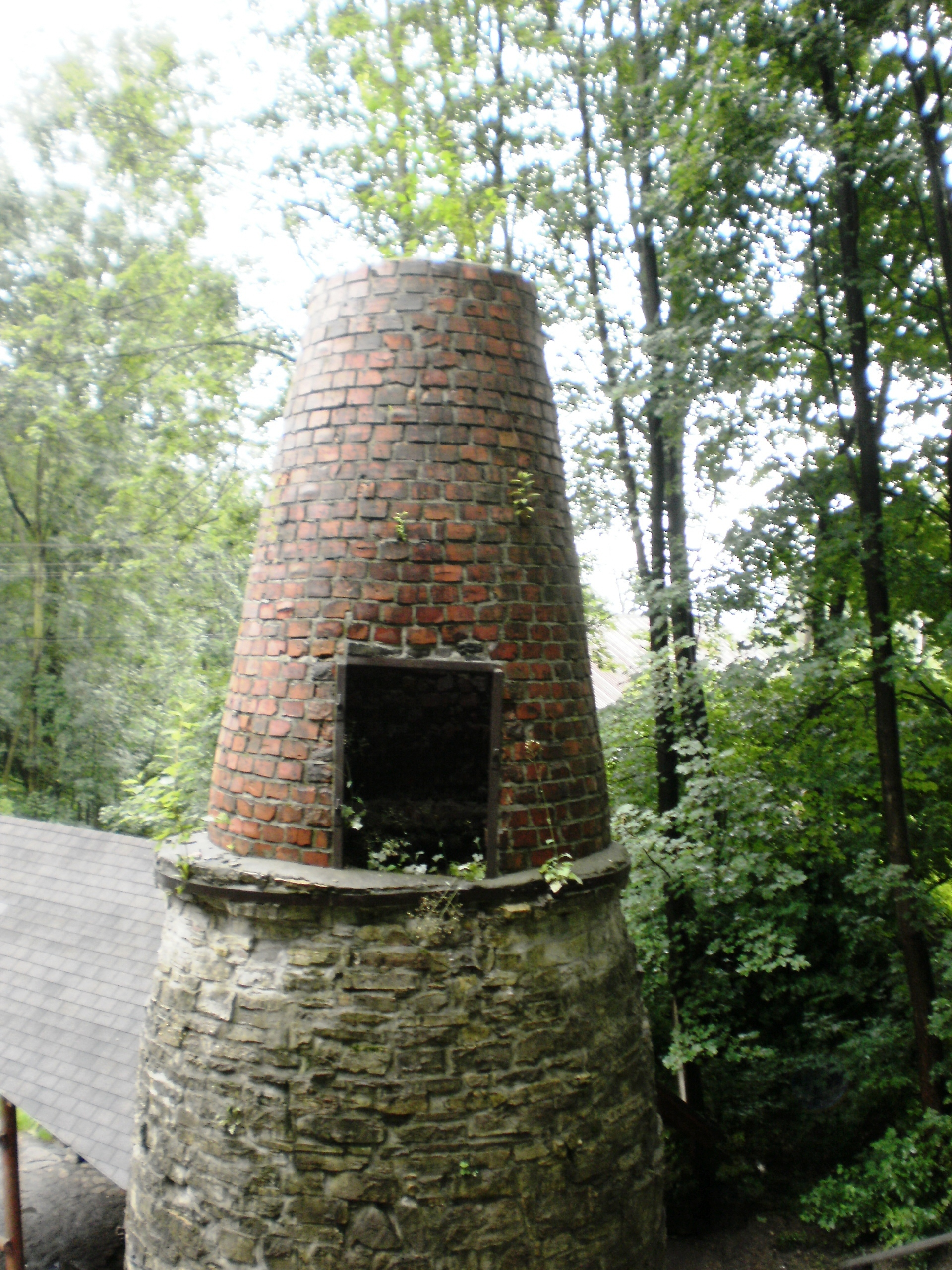
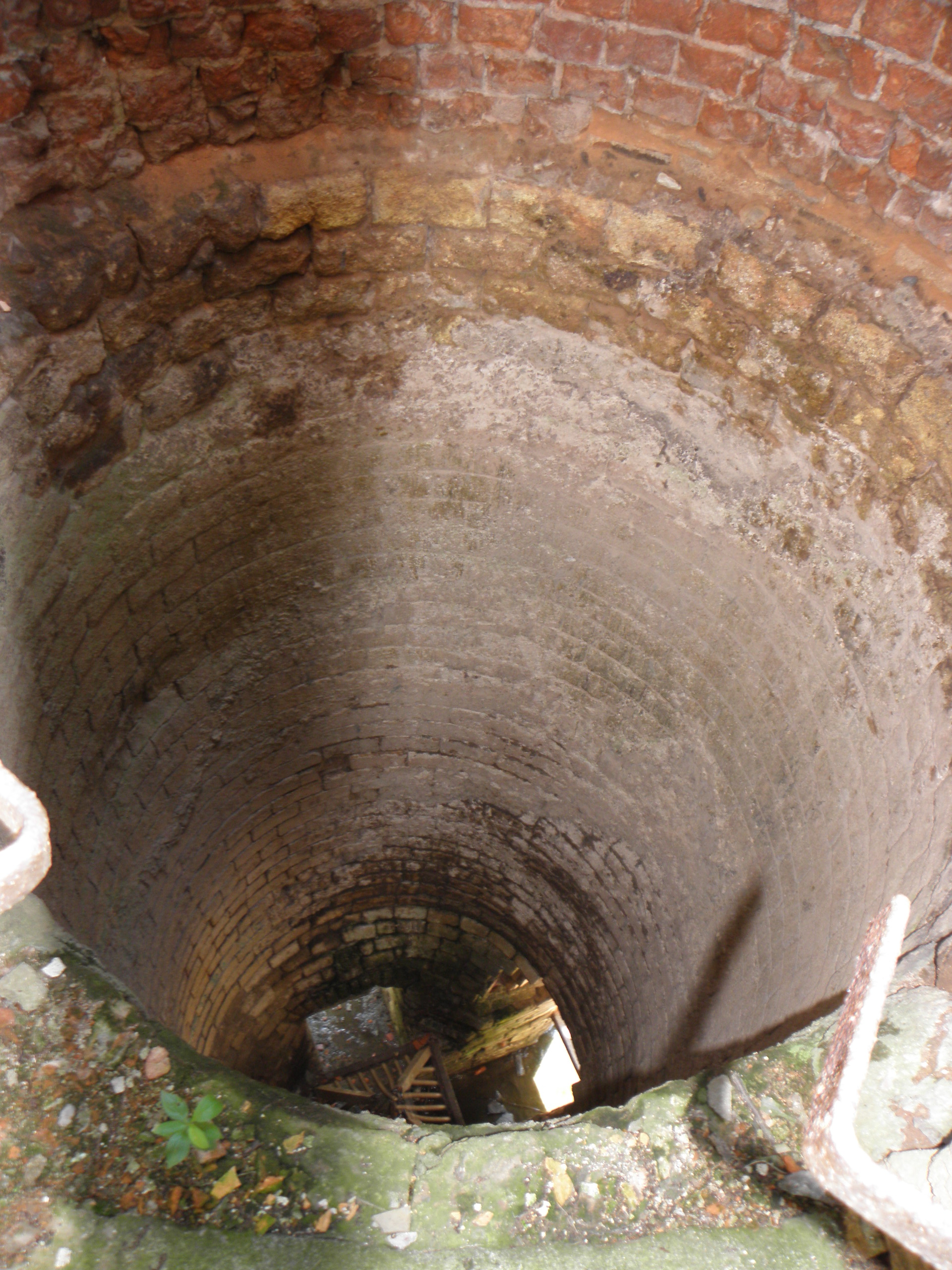
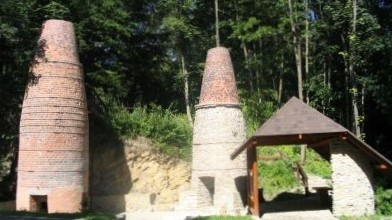